# Tekonsha (Michigan)
Tekonsha – wieś w Stanach Zjednoczonych, w stanie Michigan, w hrabstwie Calhoun.